# اچ‌ام‌اس لدبوری (ام۳۰)
اچ‌ام‌اس لدبوری (ام۳۰) (به انگلیسی: HMS Ledbury (M30)) یک کشتی است که طول آن 60 m می‌باشد. این کشتی در سال ۱۹۷۹ ساخته شد.